# ファイアフラッシュ (ミサイル)
フェアリー ファイアフラッシュ（Fairey Fireflash）は、イギリスの最初の空対空ミサイルで、誘導方式はレーダービームライディングであった。成功したとは言えず、実戦配備された数は少なかった。

## 開発
ファイアフラッシュは軍需省からの空対空誘導ミサイル要求に応えて開発された。プロジェクトは1949年に開始され、レインボーコードネームは当初ピンクホークとされたが、ブルースカイに変更された。
1955年までに約300基のミサイルが製造されたが、イギリス空軍（RAF）はファイアフラッシュは兵器としては受け入れがたいと判断した。1955年から1957年にかけて、ファイアフラッシュはウェールズのRAF Valley及び南オーストラリアのウーメラ試験場で、第6 JSTU（Joint Service Trials Unit）によって試験が実施された。試験には、第一誘導兵器開発飛行中隊のミーティア NF11試験機が使用され、その後スーパーマリン スイフトが使用された。ファイアフラッシュは1957年8月に少数が採用されたが、「ピストンエンジン爆撃機に対しての限定的な能力しか無い」と判断された。翌1958年の8月から、RAFはより実用的なデ・ハビランド ファイアストリーク赤外線誘導空対空ミサイルを配備した。

## 構造
ファイアフラッシュはビームライディング方式のミサイルで、発射母機からのレーダー波に依存した。ミサイルは、胴体前方に取り付けられた2基の固体ロケットブースターにより推進されるという、非常に変わった構成であった。ブースターは発射の1.5秒後に切り離され、その後ミサイルは慣性に従って飛翔する。本体にはエンジンは無い。
このような構成を採用したのは、ロケットから噴出されるイオン化粒子が、レーダー信号に影響を与えるのではないかと懸念されたためである。しかし、この方式はミサイルの飛翔距離・時間を大幅に限定するものであった。さらに、その後の英国内および国際共同開発によって、ロケットの噴煙を通してでも、誘導は可能であることが判明した（レイピアミサイルシステムがその例である）。

## 採用組織
イギリス
- イギリス空軍